# 上戸村 (岐阜県)
上戸村（じょうごむら）は、かって岐阜県稲葉郡にあった村である。
村名は、律令制下で収納の高かった戸を呼んだ「上戸」の語を、この村の生産が高くなることを祈って名付けたという。
現在の各務原市稲羽地区の上戸町などに該当する。

## 歴史
- 江戸時代、この地域は各務郡に属し、旗本坪内氏領であった。

1869年（明治2年）の人口は175人
- 1889年（明治22年）7月1日 - 町村制により上戸村が発足。
- 1897年（明治30年）4月1日[3] - 厚見郡、各務郡、方県郡の一部が合併し、稲葉郡となる。上戸村は稲葉郡の村となる。
- 1897年（明治30年）4月1日 - 三井村、大野村、小佐野村と合併し更木村が発足。同日上戸村は廃止。